# Astragalus brandegei
Astragalus brandegei är en ärtväxtart som beskrevs av Thomas Conrad Porter och John Merle Coulter. Astragalus brandegei ingår i släktet vedlar, och familjen ärtväxter. Inga underarter finns listade i Catalogue of Life.